# Lou Henry Hoover
Lou Henry Hoover (Waterloo (Iowa), 29 maart 1874 - New York, 7 januari 1944) was de echtgenote van de Amerikaanse president Herbert Hoover en de first lady van het land tussen 1929 en 1933.

## Jonge leven
Lou Henry werd in Waterloo in de staat Iowa geboren. Op 10-jarige leeftijd besloot haar vader Charles Henry dat het warmere klimaat in Californië beter was voor de gezondheid van zijn vrouw Florence. Ze verhuisden naar Whittier, waar later ook president Richard Nixon zou wonen. Op 10 februari 1899 trouwde ze met Herbert Hoover.

## Huwelijk
Het pasgetrouwde koppel vertrok meteen naar China waar hij al snel erkend werd als mijningenieur. Het talent van Herbert bracht hen rond de hele wereld, waaronder in Birma, Ceylon, Australië, Egypte, Japan en Europa. Het koppel kreeg twee kinderen: Herbert Charles (1903-1969) en Allan Henry (1907-1993).
De carrière van Herbert was succesvol en hij ging de politiek in. In 1921 verhuisden de Hoovers naar Washington D.C..

## First lady
In 1929 werd Herbert president en trok de familie in het Witte Huis in. Op Nieuwjaarsdag 1933 was het koppel op vakantie en doorbrak daarmee de traditie waarbij het publiek persoonlijk door de president werd gegroet op een receptie.
Lou betaalde met haar eigen geld de kosten om het meubilair van president James Monroe op te laten knappen. Ze liet ook de studeerkamer van Abraham Lincoln terug in orde maken voor haar man.

## Latere leven
Nadat haar man niet herverkozen werd, keerden ze in 1933 terug naar Palo Alto (Californië), waar ze ook al eerder gewoond hadden. In 1944 overleed Lou op 69-jarige leeftijd aan een hartinfarct tijdens een bezoek in New York. Haar man overleefde haar twintig jaar. Ze werd aanvankelijk begraven in Palo Alto, maar na de dood van Herbert werd ze naast hem herbegraven bij de aan hem gewijde presidentiële bibliotheek in West Branch (Iowa).